# Peter O'Leary
Peter O'Leary (Wellington, 3 marzo 1972) è un ex arbitro di calcio neozelandese.

## Carriera
Nativo di Wellington, ma trasferitosi e ora residente ad Hamilton, di professione insegnante, è arbitro dal 1994, dal 1999 dirige nella NZFC. Ha ricevuto la nomina ad internazionale il 1º gennaio 2003.
Due anni dopo, nel 2005, riceve anche l'abilitazione per dirigere in A-League, il campionato di calcio australiano.
In campo internazionale fa il suo esordio nell'ottobre del 2004.
Vanta due esperienze ai Mondiali di calcio Under-20, l'edizione del 2007 e quella del 2009. In quest'ultima manifestazione dirige tre partite: due nella fase a gironi e un ottavo di finale.
Ha preso inoltre parte a due edizioni della Coppa del mondo per club FIFA, nelle edizioni (entrambe disputatesi in Giappone) del 2007 e 2008. La partita più importante di queste due esperienze è stata la finale per il terzo posto dell'edizione 2007, tra Étoile Sportive du Sahel e Urawa Red Diamonds.
Nel dicembre 2009 partecipa per la terza volta consecutiva a questo torneo, ospitato nel 2009 negli Emirati Arabi Uniti.
Viene convocato ufficialmente per il Mondiale 2010 in Sudafrica, dove svolge, però, solo le funzioni di IV Ufficiale di gara.
Nell'estate del 2011 è chiamato a dirigere, per la terza volta consecutiva, in occasione del Campionato mondiale di calcio Under-20 in programma in Colombia. In questa occasione dopo due partite della fase a gironi arriva per la prima volta a dirigere, in un torneo FIFA per nazionali, un quarto di finale.
Nel dicembre 2011 è selezionato dalla FIFA per la Coppa del mondo per club FIFA 2011, in programma in Giappone. Nell'occasione dirige un quarto di finale, tra i giapponesi del Kashiwa Reysol e i messicani del Monterrey.
Nell'aprile del 2012 la FIFA lo inserisce in una prima lista di preselezionati per i Mondiali del 2014, convocandolo per il Torneo maschile di calcio delle Olimpiadi di Londra 2012. In questa occasione gli viene assegnata una sola partita della fase a gironi.
Nel giugno 2012 il fischietto neozelandese è tra gli arbitri selezionati dall'OFC per la Coppa delle nazioni oceaniane 2012, disputatasi nelle Isole Salomone, in questa competizione dirige due partite della fase a gironi, una semifinale e la finalissima, tra Tahiti e Nuova Caledonia.
Nel dicembre 2012 è selezionato dalla FIFA in vista della Coppa del mondo per club FIFA 2012. Si tratta della quinta volta (record assoluto) del fischietto neozelandese in questa competizione, dopo le edizioni 2007, 2008, 2009, 2011. Nell'occasione, il fischietto neozelandese è chiamato a dirigere la finale per il terzo posto.
Il 19 maggio 2013 per la prima volta in carriera ha diretto ad Auckland la finale di OFC Champions League tra Auckland City e Waitakere United.
Nel giugno del 2013 è selezionato dalla FIFA per prendere parte ai Mondiali Under 20 in Turchia. Qui dirige due partite della fase a gironi.
Il 15 gennaio 2014 viene selezionato ufficialmente per i Mondiali 2014 in Brasile. Dirige solamente una partita della fase a gironi, tra Nigeria e Bosnia ed Erzegovina.
Il 7 luglio 2014 termina la sua esperienza in Brasile, essendo tra gli arbitri mandati a casa a seguito del taglio effettuato dopo i quarti di finale e prima delle ultime quattro gare.
Nell'aprile 2015 rende nota la volontà di ritirarsi dall'arbitraggio.